# Stefan Burkhalter
Stefan «Burki» Burkhalter (* 1. Juni 1974 in Frauenfeld) ist ein Schweizer Schwinger. Er ist der älteste noch aktive Kranzschwinger in der Schweiz (Stand 2019). Burkhalter bezeichnet sich als Agrar-Manager. Er betätigt sich ebenfalls als Schauspieler, Chauffeur und Personenschützer, etwa für den ehemaligen Bobfahrer und Olympiasieger Hans «Hausi» Leutenegger.

## Werdegang und Beruf
Burkhalter wuchs auf dem Bauernhof seiner Eltern in Homburg, Thurgau, auf. Diesen hat er am 1. Mai 1999 mit 14 Kühen übernommen und lebt dort bis heute mit seinen Kindern Jeanine und Thomas. Inzwischen betreibt er den Hof mit 40 Kühen.
Er besuchte die Grundschule in Homburg, die Mittelstufe in Hörstetten und die Oberstufe in Steckborn. Nach der Schule absolvierte er erfolgreich eine landwirtschaftliche Ausbildung in Kaltenbach und Pfyn. Zusätzlich absolvierte er die Landwirtschaftliche Schule Arenenberg in Salenstein. Im Militär war Burkhalter bei den Grenadieren in Isone, Tessin, stationiert und hat diese Zeit «genossen». Seit 2018 ist er mit seinem Hund «Norman» im Verein SOS Listenhunde – Ostschweiz aktives Mitglied.

## Schwingen
Burkhalter begann seine sportliche Karriere in der Jugendriege Hörhausen. An seinem 14. Geburtstag schnupperte er das erste Mal Sägemehl beim Schwingclub Frauenfeld. Infolge mangelnden Nachwuchses in Frauenfeld wechselte er nach einem Jahr zum Schwingklub Ottenberg in Weinfelden. Dort ist er heute noch aktiv.
Burkhalter hat zahlreiche Siege bei Schwingfesten aller Art erzielt. Er hat in seiner Karriere bereits 111 Kränze (Stand 2022) geholt und gehört damit zum «Hunderterklub», dem exklusivsten Kreis des Schwingsports. Darunter sind 4 Kranzfestsiege (2 Schwägalp 2006/2010, Appenzeller und Stoos-Schwinget), 24 Teilverbandskränze, 18 Bergkränze, 64 Kantonalkränze sowie über 40 Regionalfestsiege. Sein Wettkampfgewicht beträgt 118 Kilogramm.
Im Jahre 2022 am Eidgenössischen Schwingfest in Pratteln schrieben Stefan und Thomas (Sohn von Stefan Burkhalter) Burkhalter Schwinger Geschichte, als erstes Vater Sohn Duo in der 127-jährigen Schwinger Geschichte starteten beide an einem Eidgenössischen Schwingfest.
Auch im Nationalturnen erkämpfte Burkhalter einige Erfolge und Kränze. Das Ringen begann er bei der Ringerriege Weinfelden, wo er in der Mannschaft Schweizermeister wurde. Nach einigen Jahren wurde Burkhalter von dem 12-fachen Schweizermeister STV Willisau angefragt, ob er sich im Schwergewicht zur Verfügung stellen würde. Auch dort erzielten sie Top-Resultate.
In der offiziellen Jahrespunkteliste des Eidgenössischen Schwingerverbands belegte Burkhalter 2019 den 68. Rang.

## Liste von Siegen (Auswahl)
- 1999
  - Schweizermeisterschaft im Ringen
  - Berchtold-Schwinget
  - Thurgauer Club-Schwinget
  - Frühjahrsschwinget Schleitheim
  - Gedenkschwinget Schwaderloh
  - Pfannenstielschwinget

- 2000
  - Frühjahrsschwinget Kreuzlingen
  - Pfannenstielschwinget
  - Thurgauer Verbandsschwingen

- 2001
  - Thurgauer Club-Schwinget
  - Thurgauer Verbandsschwinget, Neunforn
  - Appenzeller Kantonal

- 2002
  - Sommerschwinget Eschenz
  - Nollen-Schwinget

- 2003
  - Olma-Schwinget
  - Niklaus-Schwinget

- 2004
  - Stoos-Schwinget

- 2005
  - Abendschwinget in St. Gallen
  - Bruderschwinget in Bachenbülach

- 2006
  - Schwingfest auf der Hochwacht ob Sirnach
  - Thurgauer Kantonaler Nationalturntag in Hörhausen
- 2007
  - Kantonale Klubmeisterschaft in Weinfelden
- 2009
  - Sommerschwinget in Weinfelden
  - Abendschwingen in Herisau
- 2010
  - Schwägalpschwinget
- 2011
  - 40. Albisschwinget
  - Thurgauer Frühjahrsschwinget in Buch bei Frauenfeld
  - Thurgauer Kantonale Klubmeisterschaft
- 2012
  - Olma-Schwinget
  - Gerenschwingen Wädenswil
  - Sommerschwinget Pfyn
- 2013
  - 68. Luegschwinget ob Burgdorf
  - Hochwachtschwinget ob Sirnach
  - Jubiläumsabendschwingen Wolfhalden
  - Thurgauer Klubmeisterschaft in Amriswil
- 2014
  - Bachtelschwinget
  - Rickenschwinget (Unfall)
  - Geerenschwinget in Wädenswil ZH
  - Schaffhauser Frühjahrsschwinget in Schaffhausen (Schlussgang gestellt)
  - Thurgauer Kantonale Klubmeisterschaft in Frauenfeld
- 2015
  - Herbstschwinget Siebnen (SZ)
  - Bergschwinget Klöntal
  - Thurgauer Kantonale Klubmeisterschaft in Frauenfeld
- 2017
  - Eschenbergschwinget
  - Zürcher Frühjahrsschwinget in Gossau
  - Schaffhauser Frühjahrsschwinget in Oberstammheim

Quelle: Eidgenössischer Schwingerverband

## Schauspiel
Burkhalter spielte bereits 2013 im Film «Dinu» mit. Der Film handelt von einem Underdog-Schwinger, der den verschuldeten Hof seiner Eltern übernehmen soll. In der zweiten und dritten Staffel der Krimiserie «Wilder» spielte Burkhalter die Rolle eines Bodyguards für einen Drogenboss. Die Staffeln wurden am 14. Januar 2020 («Zecke») und 21. Januar 2020 («Lüge») auf SRF 1 ausgestrahlt. Gedreht wurde im jurassischen Saignelégier. Burkhalter hatte sich für die Rolle nicht beworben, sondern erhielt einfach «bei einem Sonntag beim Bräteln um etwa 14 Uhr einen Anruf von der Regie».

## Trivia
Sein Hund «Norman» ist ein Dogo Argentino, eine Rasse die in mehreren Kantonen bewilligungspflichtig ist.

Als Vorbilder nennt er den Schwinger Christian von Weissenfluh und den Boxer Mike Tyson.

Burkhalter isst jeden Tag mindestens ein Kilogramm Fleisch. Zusammen mit seinem Sohn hat er nach eigenen Angaben in einem Jahr 678 Kilogramm Fleisch gegessen.